# Asura uniformeola
Asura uniformeola är en fjärilsart som beskrevs av George Francis Hampson 1900. Asura uniformeola ingår i släktet Asura och familjen björnspinnare. Inga underarter finns listade i Catalogue of Life.